# Lijst van werelderfgoed in de Verenigde Staten van Amerika

## Werelderfgoederen
| 1978 | C   | Mesa Verde National Park                                                                                              |
| 1978 | N   | Yellowstone National Park                                                                                             |
| 1979 | N   | Grand Canyon National Park                                                                                            |
| 1979 | N   | Everglades National Park                                                                                              |
| 1979 | C   | Independence Hall |
| 1979 | N   | Kluane/Wrangell-St. Elias/Glacier Bay/Tatshenshini-Alsek (gedeeltelijk in Canada; uitgebreid in 1992 en 1994)         |
| 1980 | N   | Redwood National Park                                                                                                 |
| 1981 | N   | Mammoth Cave National Park                                                                                            |
| 1981 | N   | Olympic National Park                                                                                                 |
| 1982 | C   | Historisch Cahokia Mounds                                                                                             |
| 1983 | N   | Great Smoky Mountains National Park                                                                                   |
| 1983 | C   | La Fortaleza en de nationale historische site van San Juan in Puerto Rico                                             |
| 1984 | C   | Vrijheidsbeeld |
| 1984 | N   | Yosemite National Park                                                                                                |
| 1987 | C   | Monticello en University of Virginia in Charlottesville                                                               |
| 1987 | C   | Chacocultuur |
| 1987 | N   | Hawaii Volcanoes National Park                                                                                        |
| 1992 | C   | Taos Pueblo |
| 1995 | N   | Carlsbad Caverns National Park                                                                                        |
| 1995 | N   | Waterton Glacier International Peace Park (gedeeltelijk in Canada, het Amerikaanse gedeelte is Glacier National Park) |
| 2010 | C/N | Papahānaumokuākea |
| 2014 | C   | Monumentale grondwerken van Poverty Point                                                                             |
| 2015 | C   | Missies van San Antonio                                                                                               |
| 2019 | C   | De 20e-eeuwse architectuur van Frank Lloyd Wright                                                                     |